# خوسيلو
خوسيه لويس ماتو سانمارتين (بالإسبانية: Joselu) يُعرف باسم خوسيلو لاعب كرة قدم إسباني، يلعب حالياً مع نادي الغرافة الذي ينافس في دوري نجوم قطر.
انضم إلى ريال مدريد قادمًا من نادي سيلتا فيجو ولكن ريال مدريد أعار اللاعب إلى نادي سيلتا فيجو لمدة عام ولعب بعدها خوسيلو في ريال مدريد كاستيا لمدة عام، تم تصعيده ليلعب مع الفريق الأول.

## الإنجازات
ريال مدريد
- الدوري الإسباني:2011–12، 2023–24[8]
- كأس السوبر الإسباني: 2023–24[9]
- دوري أبطال أوروبا: 2023–24[10]

إسبانيا
- بطولة أمم أوروبا: 2024
- دوري الأمم الأوروبية: 2022–23[11]

فردية
- جائزة زارا: 2022–23[12]

## روابط خارجية
- خوسيلو على موقع الاتحاد الأوربي (الإنجليزية)
- خوسيلو على موقع إي إس بي إن إف سي (الإنجليزية)
- خوسيلو على موقع قاعدة بيانات كرة القدم.إي يو (الإنجليزية)
- خوسيلو على موقع بيانات كرة القدم. دي إي (الألمانية)
- خوسيلو على موقع ليكيب (الفرنسية)
- خوسيلو على موقع ناشيونال فوتبول تيمز (الإنجليزية)
- خوسيلو على موقع Soccerbase.com (لاعب) (الإنجليزية)
- خوسيلو على موقع Soccerway.com (الإنجليزية)
- خوسيلو على موقع عالم كرة القدم.نت (الإنجليزية)
- خوسيلو على موقع كووورة